# Gazipur
Gazipur (Bengalisch গাজীপুর) ist eine Stadt in Bangladesch, die Teil der Division Dhaka ist. Die im Distrikt Gazipur gelegene Distrikthauptstadt liegt 28 Kilometer von der Landeshauptstadt Dhaka entfernt. Die Stadt ist Teil des Upazila Gazipur Sadar mit 1,8 Millionen Einwohnern (2011). Die Einwohnerzahl Gazipurs lag 2011 bei über 179.000. Durch die Schaffung einer neuen Großgemeinde im Jahre 2013 wurde Gazipur eine Millionenstadt und hatte 2022 eine Bevölkerung von knapp 2,7 Millionen Einwohnern.
In der Stadt befindet sich die Islamic University of Technology.

## Einwohnerentwicklung
| Jahr | Einwohnerzahl |
| ---- | ------------- |
| 2001 | 738.000       |
| 2011 | 1.592.053     |
| 2022 | 2.674.697     |

## Wirtschaft
Gazipur ist eine wichtige Industriestadt und ein Zentrum der Textilindustrie in Bangladesch.

## Luftverschmutzung
Die Luftverschmutzungswerte in Gazipur sind extrem ungesund. Im Jahr 2020 lag der Jahresdurchschnitt der PM2,5-Luftverschmutzung in Gazipur bei fast dem 20-fachen des Richtwerts der Weltgesundheitsorganisation entspricht.